# Pavonia paniculata
Pavonia paniculata är en malvaväxtart som beskrevs av Antonio José Cavanilles. Pavonia paniculata ingår i släktet påfågelsmalvor, och familjen malvaväxter. Inga underarter finns listade i Catalogue of Life.